# Хаф, Стивен
Сэр Стивен Хаф (англ. Stephen Hough; род. 22 ноября 1961, Хесуолл, графство Чешир) — британский пианист, композитор и преподаватель.

## Биография
Учиться игре на фортепиано начал в 5 лет. Учился в Джульярдской школе. В 1983 г. выиграл Наумбурговский конкурс молодых пианистов. Живёт в Великобритании и США. В 2005 г. получил также австралийское гражданство.
Приглашённый профессор и почётный член Королевской академии музыки, член Королевского Северного колледжа музыки. Почётный доктор Ливерпульского университета (2011).

## Творчество
Хаф исполняет произведения романтиков (Шуберт, Шуман, Мендельсон, Брамс), известен своим интересом к редко исполняемой музыке не самых известных композиторов. Им записаны отдельные диски с фортепианной музыкой таких авторов, как Ян Непомук Гуммель и Федерико Момпоу. Многие из записанных им более 50 дисков были удостоены Gramophone Award (8 раз), Deutscher Schallplattenpreis, Diapason d’Or, Le Monde de la musique.
В репертуаре Хафа концерты Эмиля фон Зауэра, Ксавера Шарвенки и др. Высокой оценки музыкальных критиков удостоилось исполнение Хафом всех фортепианных концертов Рахманинова, а также рахманиновской «Рапсодии на тему Паганини». Хаф был первым исполнителем первого (1983) и второго (1992) фортепианных концертов Лоуэлла Либермана (второй из них ему посвящён).
Выступал с ведущими симфоническими оркестрами Европы и США. Как камерный музыкант сотрудничает со Стивеном Иссерлисом, Джошуа Беллом, Табеа Циммерман, а также с Джульярдским квартетом, квартетами Эмерсона и Такача, духовым квинтетом Берлинской филармонии.
Хафу принадлежит ряд произведений для фортепиано, виолончельный концерт (впервые исполнен С.Иссерлисом в 2007), струнный секстет, хоралы, трио (для флейты, контрфагота и фортепиано), циклы песен.
Автор публикаций в The Guardian, «Таймс». В 2008 г. выиграл VI Международный конкурс поэзии.
Введён в Зал славы журнала Gramophone.

## Участие в конкурсах
- победитель конкурса Молодой музыкант года Би-би-си (1978)
- премия Теренса Джадда[англ.] (1982)
- 1-я премия Наумбурговского конкурса молодых пианистов (Нью-Йорк, 1983).